# 塚田信哉
塚田　信哉（つかだ　のぶや）は静岡県出身の日本の柔道家。現役時代は71㎏級の選手。

## 人物
東海大第一高校から東海大学へ進むと、2年の時に新人体重別71kg級で3位になった。4年の時には正力杯で3位になると、正力国際では決勝で京都産業大学4年の生田浩三を崩上四方固で破ったのを始め、得意の寝技でオール一本勝ちして、寝技のスペシャリストとしての貫禄を示した。引退後は東海大高輪台高校や東海大翔洋高校の教員などを経て、東海大学のスポーツ教育センター勤務となった。

## 主な戦績
- 1981年 -　新人体重別　3位
- 1983年 -　正力杯　3位
- 1984年 -　正力国際　優勝

(出典、JudoInside.com)。